# Lamia Hariri
Lamia al-Hariri, née à Daraa, est une diplomate syrienne.

## Biographie
Lamia al-Hariri naît à Daraa, dans une famille musulmane sunnite. Elle est la nièce de Farouk Al-Chareh, vice-président de la Syrie.
Chargée d’affaires de Syrie en Chypre, elle fait défection au régime de Bachar el-Assad dans le contexte de la guerre civile syrienne. Elle est mariée à Abdel Latif al-Dabbagh, l’ambassadeur de Syrie aux Émirats arabes unis, qui fait défection en même temps.

## Sources
- (en) Cet article est partiellement ou en totalité issu de l’article de Wikipédia en anglais intitulé « Lamia al-Hariri » (voir la liste des auteurs).